# Bergrum

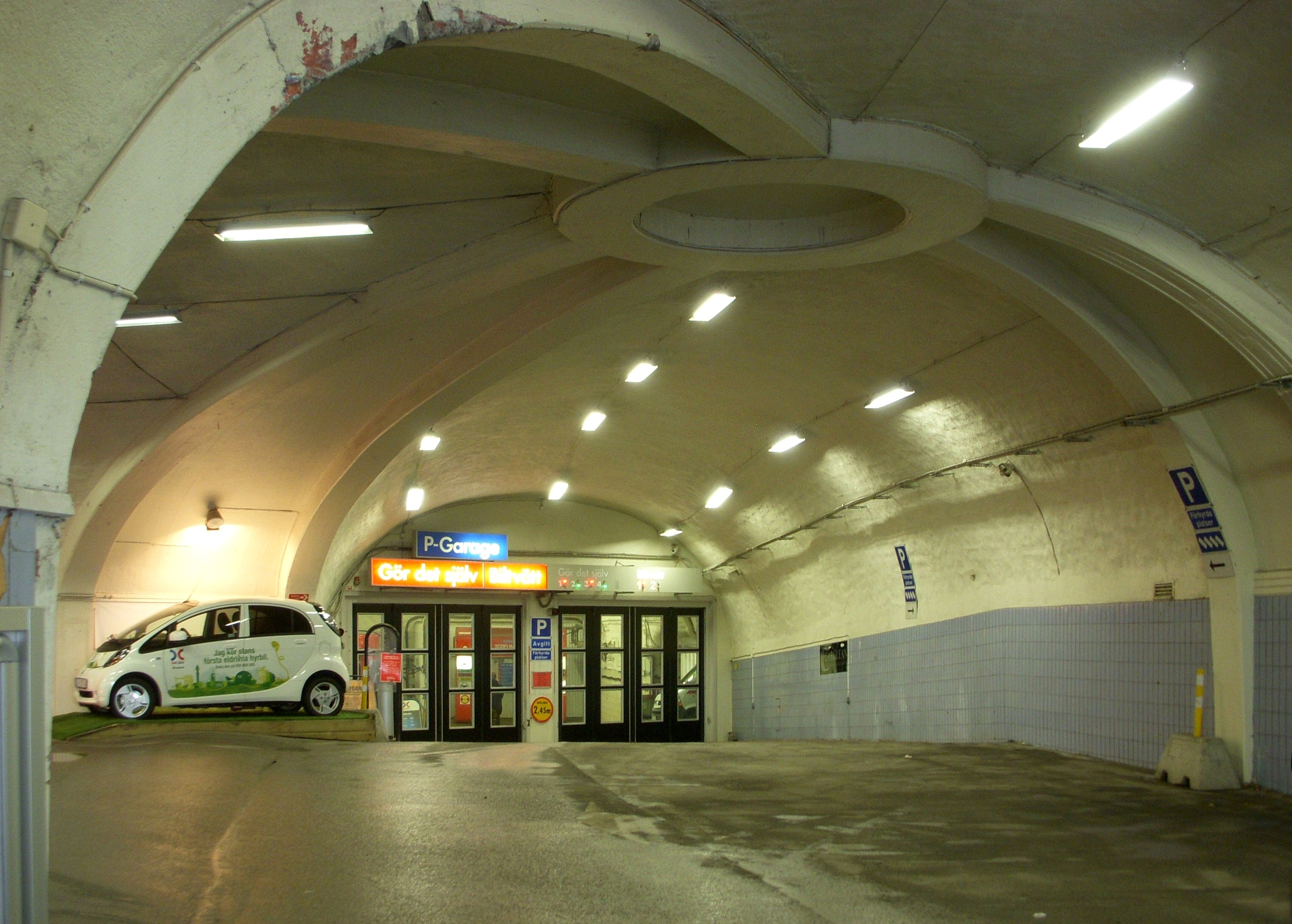
Bergrummet för Katarinagaraget i Katarinaberget i Stockholm.

Ett bergrum är ett utsprängt rum i ett berg som är avsett för exempelvis skyddsrum, förråd alternativt känslig eller farlig industriverksamhet.
Sveriges geologi med urberg i nästan hela landet lämpar sig väl för anläggning av bergrum. Redan i slutet av 1800-talet började militär att spränga sig in i berget, men bergrummen kom framför allt att spela en viktig roll under det kalla kriget. Svenska företag blev världsledande på anläggning av bergrum och anlitades även internationellt för stora uppdrag.
I länder med andra geologiska förutsättningar används bland annat nedlagda gruvor för samma ändamål som bergrum.
Av naturliga skäl har många bergrum varit sekretessbelagda, men i och med det kalla krigets slut har bergrum både i Sverige och andra länder öppnats för allmänheten, omvandlats för civila ändamål eller tömts och förseglats.

## Exempel på lagring i bergrum
- Historiskt eller kulturellt värdefulla föremål: i Sverige disponerar bland annat Riksarkivet, Stockholms stadsarkiv och Kungliga biblioteket bergrum
- Beredskapsförråd: olja, flygbränsle, ammunition. Ett exempel under det kalla kriget var Trondheimsförrådet
- Förvaring av farliga ämnen: i Sverige bland annat slutförvaring av radioaktivt avfall och kvicksilver
- Säkerhetskopierad data

## Exempel på verksamheter i bergrum
- Militär verksamhet
  - stridsledningscentraler, till exempel COC (centrum för USA:s och Kanadas NORAD)
  - radargruppcentraler
  - flyg- och fartygshangarer i till exempel den svenska Musköbasen
  - kustartilleri
  - försvarslinjer, till exempel den franska Maginotlinjen
- Skyddsrum för civilbefolkning eller militär personal
- Evakuering av regering, parlament, radio/TV och andra viktiga samhällsfunktioner
- Vitala delar av datornätverk
- Vitala delar av elnät, t.ex. transformatorstationer.